# Bondinho do Parque Unipraias
O Teleférico Laranjeiras é um teleférico localizado no município brasileiro de Balneário Camboriú, no estado de Santa Catarina. 
Pertence ao complexo turístico do Parque Unipraias e liga as praias de Balneário Camboriú e Laranjeiras. Inaugurado em agosto de 1999, o teleférico recebeu mais de quatro milhões de visitantes nos seus dez primeiros anos de existência. Possui três estações: Barra Sul, Morro da Aguada e Laranjeiras, esta localizada a cem metros do mar.
Segundo informações de 2018, o conjunto é composto por 47 bondinhos aéreos que percorrem o trajeto de 3 250 m, a uma velocidade de 16 km/h. Cada cabine comporta oito pessoas.

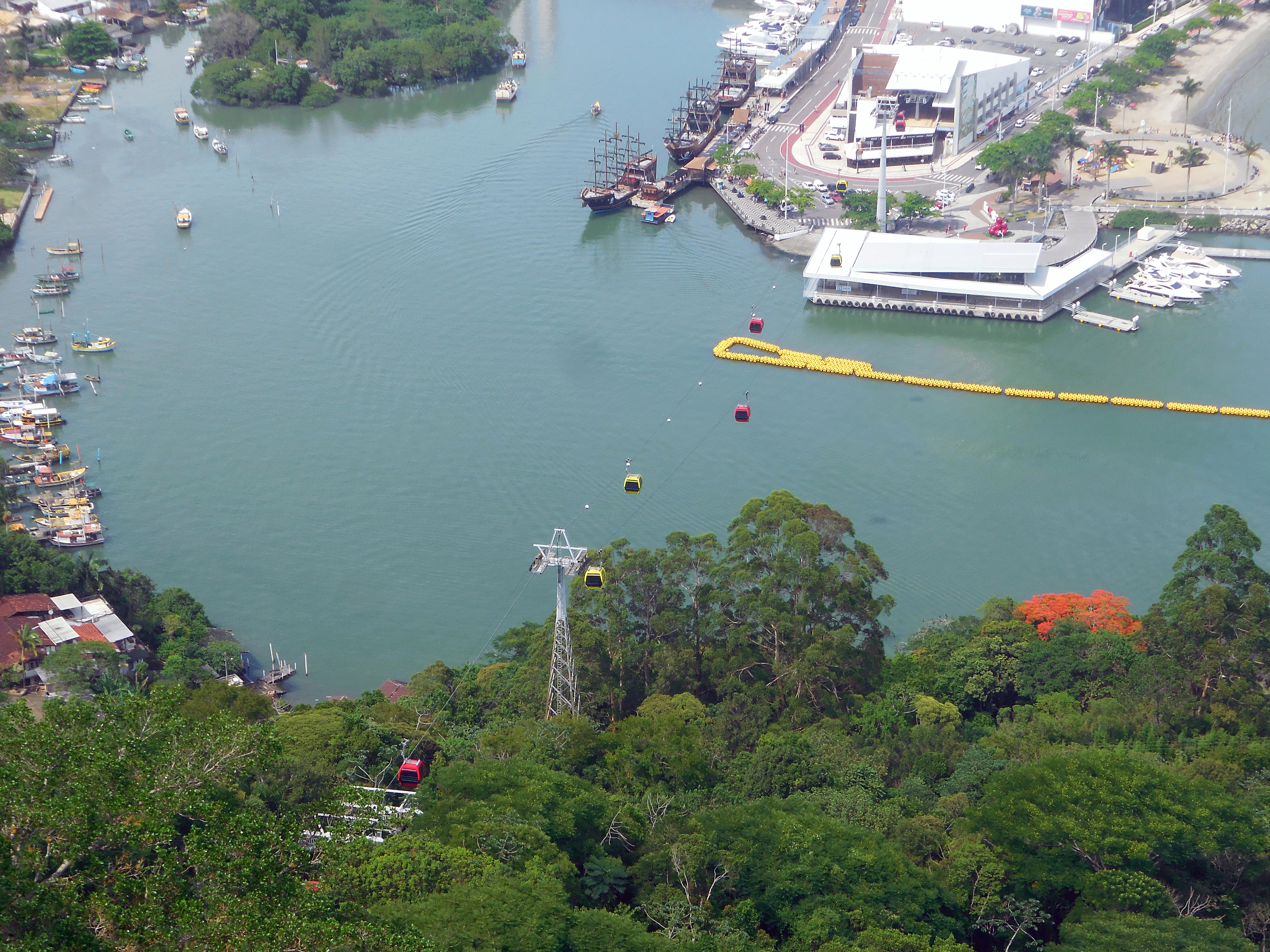
Teleférico ao longe sobre o Rio Camboriú.
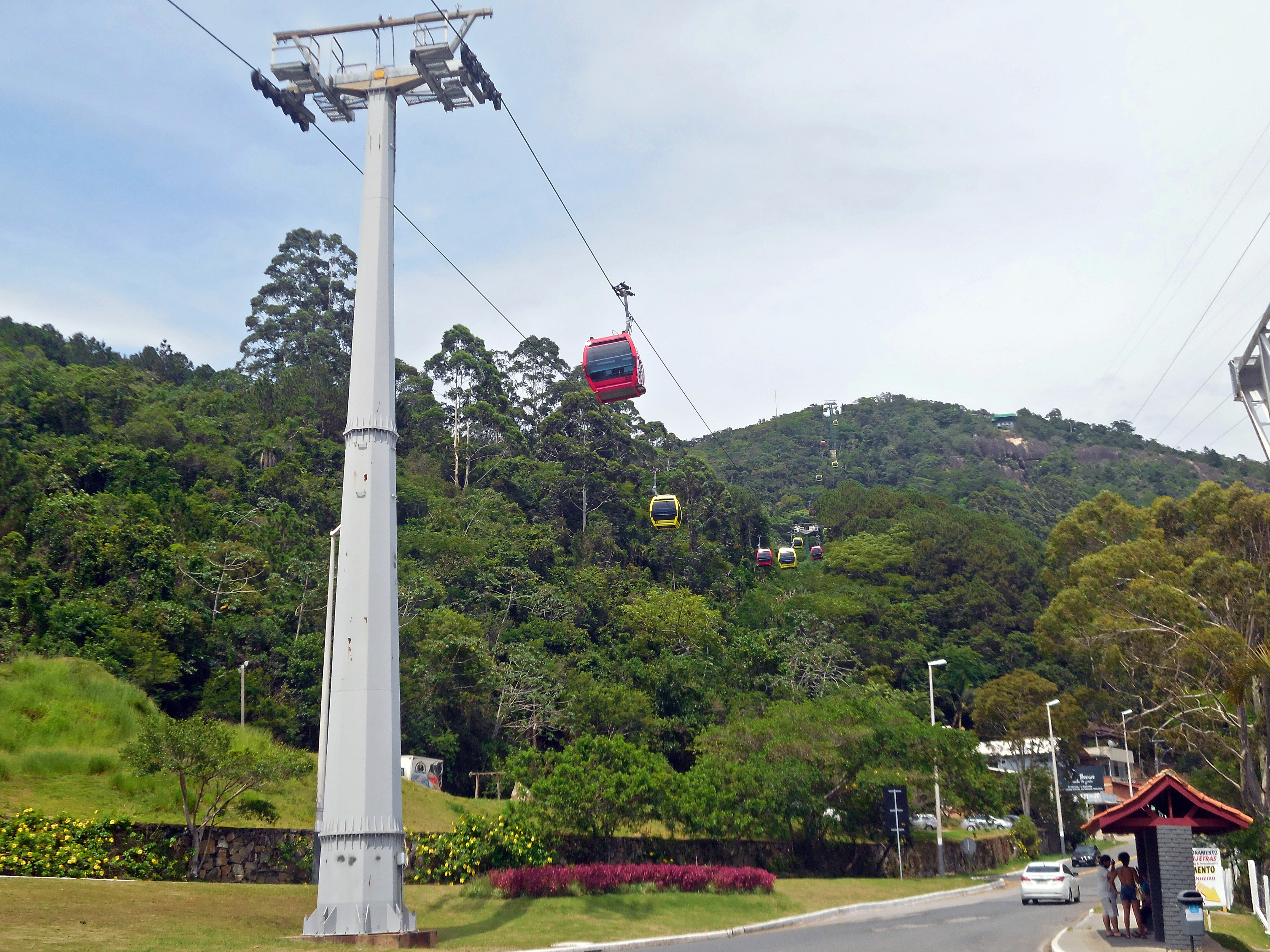
Teleférico Laranjeiras na descida para a Praia das Laranjeiras.
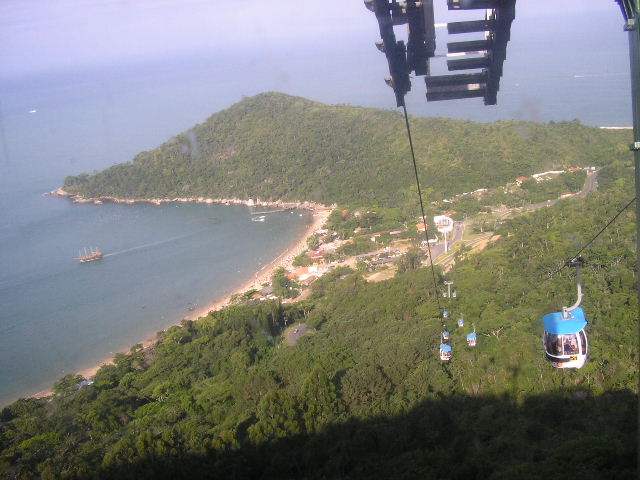
A Praia das Laranjeiras vista do teleférico, com seu modelo antigo, em 2007.